# Andrena bentoni
Andrena bentoni är en biart som beskrevs av Cockerell 1917. Andrena bentoni ingår i släktet sandbin, och familjen grävbin. Inga underarter finns listade i Catalogue of Life.